# マイターン
マイターンは、日本の競走馬。1999年東海ウインターステークス、2000年のダイオライト記念とオグリキャップ記念。馬名の意味は「私の順番」。

## 戦歴
故障のため仕上がりが遅れ1998年5月京都でのデビューとなる、そのデビュー戦を含む全38戦全てダート競走に出走した。
4歳時に重賞初挑戦のGIにて3着に入るなど、先行策からの粘りを武器に大崩れの少ない堅実な成績を残すが勝ち味に乏しくオープン昇格後もしばらくは入着止まりの内容が続く。1999年3月、上田三千夫調教師引退に伴い宮徹厩舎へ転厩。5歳になっても惜敗が続いていたが、同年12月にウインターステークスを勝ち、待望の重賞タイトルを獲得すると2000年にはダイオライト記念、オグリキャップ記念と重賞2連勝。ダート長距離路線の一員にのし上がる。しかし2年ぶりのGIとなった帝王賞にて直線失速、勝ち馬から6秒以上離される大敗を喫すると、陣営は秋ローテを白紙にし本馬は長期休養に入る。

復帰後は最後の直線で粘りこむ往時の走りは見られず、2桁着順を繰り返し成績は急落。その間の2002年1月に美浦の西塚安夫厩舎へ移り関東馬となり、さらに2002年9月に高橋義博厩舎へ転厩。その後も勝ち星を上げることなく2002年11月に競走馬登録を抹消、同年12月よりJRA競馬学校にて実習訓練用の使役馬となった。

## 競走成績
以下の内容は、netkeiba.comおよびJBISサーチに基づく。

## 血統表
| マイターンの血統              | マイターンの血統                                    | マイターンの血統                                    | （血統表の出典）                                    | （血統表の出典） |
| 父系                          | ニジンスキー系                                      | ニジンスキー系                                      | ニジンスキー系                                      | [ § 2 ]          |
| 父 サクラチヨノオー 1985 鹿毛 | 父の父マルゼンスキー 1974 鹿毛                      | Nijinsky II                                         | Northern Dancer                                     | Northern Dancer  |
| 父 サクラチヨノオー 1985 鹿毛 | 父の父マルゼンスキー 1974 鹿毛                      | Nijinsky II                                         | Flaming Page                                        |                  |
| 父 サクラチヨノオー 1985 鹿毛 | 父の父マルゼンスキー 1974 鹿毛                      | *シル                                               | Buckpasser                                          | Buckpasser       |
| 父 サクラチヨノオー 1985 鹿毛 | 父の父マルゼンスキー 1974 鹿毛                      | *シル                                               | Quill                                               |                  |
| 父 サクラチヨノオー 1985 鹿毛 | 父の母サクラセダン 1972 鹿毛                        | *セダン                                             | Prince Bio                                          | Prince Bio       |
| 父 サクラチヨノオー 1985 鹿毛 | 父の母サクラセダン 1972 鹿毛                        | *セダン                                             | Staffa                                              |                  |
| 父 サクラチヨノオー 1985 鹿毛 | 父の母サクラセダン 1972 鹿毛                        | *スワンズウッドグローヴ                             | Grey Sovereign                                      | Grey Sovereign   |
| 父 サクラチヨノオー 1985 鹿毛 | 父の母サクラセダン 1972 鹿毛                        | *スワンズウッドグローヴ                             | Fakhry                                              |                  |
| 母 フミノアミューズ 1987 鹿毛 | 母の父*キャタオラ Catahoula 1974 黒鹿毛             | Never Bend                                          | Nasrullah                                           | Nasrullah        |
| 母 フミノアミューズ 1987 鹿毛 | 母の父*キャタオラ Catahoula 1974 黒鹿毛             | Never Bend                                          | Lalun                                               |                  |
| 母 フミノアミューズ 1987 鹿毛 | 母の父*キャタオラ Catahoula 1974 黒鹿毛             | Silent Beauty                                       | Creme Dela Creme                                    | Creme Dela Creme |
| 母 フミノアミューズ 1987 鹿毛 | 母の父*キャタオラ Catahoula 1974 黒鹿毛             | Silent Beauty                                       | Village Beauty                                      |                  |
| 母 フミノアミューズ 1987 鹿毛 | 母の母フミノクロユリ 1983 黒鹿毛                    | *コインドシルバー                                   | Herbager                                            | Herbager         |
| 母 フミノアミューズ 1987 鹿毛 | 母の母フミノクロユリ 1983 黒鹿毛                    | *コインドシルバー                                   | Silver Coin                                         |                  |
| 母 フミノアミューズ 1987 鹿毛 | 母の母フミノクロユリ 1983 黒鹿毛                    | ヒカルシンモエ                                      | *ダイハード                                         | *ダイハード      |
| 母 フミノアミューズ 1987 鹿毛 | 母の母フミノクロユリ 1983 黒鹿毛                    | ヒカルシンモエ                                      | ミスコウジン                                        |                  |
| 母系(F-No.)                   | シルバーバツトン(GB)系(FN:4-g)                      | シルバーバツトン(GB)系(FN:4-g)                      | シルバーバツトン(GB)系(FN:4-g)                      | [ § 3 ]          |
| 5代内の近親交配               | Nasrullah 5×4=9.38% 、Never Bend 3･5=13.63%（母内） | Nasrullah 5×4=9.38% 、Never Bend 3･5=13.63%（母内） | Nasrullah 5×4=9.38% 、Never Bend 3･5=13.63%（母内） | [ § 4 ]          |
| 出典                          | 1. 2. 3. 4.                                         | 1. 2. 3. 4.                                         | 1. 2. 3. 4.                                         | 1. 2. 3. 4.      |

- 近親にヒサコーボンバー（阪神ジャンプステークス、小倉サマージャンプ）[7]。